# Chimarra potamophila
Chimarra potamophila är en nattsländeart som beskrevs av Wolfram Mey 1995. Chimarra potamophila ingår i släktet Chimarra och familjen stengömmenattsländor. Inga underarter finns listade i Catalogue of Life.